# Бебрина
Бебрина је насељено место и седиште општине у Бродско-посавској жупанији, Република Хрватска.

## Историја
До територијалне реорганизације у Хрватској налазила се у саставу бивше велике општине Славонски Брод.

## Становништво
На попису становништва 2011. године, општина Бебрина је имала 3.252 становника, од чега у самој Бебрини 494.

## Попис1991.
На попису становништва 1991. године, насељено место Бебрина је имало 536 становника, следећег националног састава:
| Попис 1991.‍  | Попис 1991.‍  | Попис 1991.‍ | Попис 1991.‍ | Попис 1991.‍ |
| ------------ | ------------ | ----------- | ----------- | ----------- |
|              |              |             |             |             |
| Хрвати       | Хрвати       |             | 399         | 74,44%      |
| Срби         | Срби         |             | 91          | 16,97%      |
| Југословени  | Југословени  |             | 26          | 4,85%       |
| Украјинци    | Украјинци    |             | 2           | 0,37%       |
| неопредељени | неопредељени |             | 1           | 0,18%       |
| регион. опр. | регион. опр. |             | 2           | 0,37%       |
| непознато    | непознато    |             | 15          | 2,79%       |
| укупно: 536  |              |             |             |             |